# Линда Кристиан
Линда Кристиан (исп. Linda Christian, 13 ноября 1923, Тампико, Тамаулипас — 22 июля 2011[…], Палм-Дезерт, Калифорния) — мексиканская актриса, популярная в Голливуде в 1940-х и 1950-х годах.

## Биография
Линда Кристиан, урождённая Бланка Роза Велтер (исп. Blanca Rosa Welter), родилась в мексиканском городе Тампико на побережье Мексиканского залива в семье нидерландского инженера и мексиканки Помимо неё в семье было ещё трое детей, из которых Бланка Роза была самой старшей. Их семье приходилось часто переезжать по месту службы отца, в связи с чем ей удалось побывать почти во всём мире, начиная от Южной Америки и Европы, и заканчивая Ближним Востоком и Азией. Эти переезды пошли ей только на пользу — с юных лет она могла свободного говорить на испанском, французском, немецком, нидерландском, английском и итальянском языках, а также бегло на арабском и русском..
После окончания средней школы будущая актриса собиралась стать врачом, но её планы были разрушены после случайной встречи с Эрролом Флинном, который убедил её стать актрисой и перебраться в Голливуд Прислушавшись к совету, в 1943 году Бланка Роза дебютировала на мексиканских киноэкранах под псевдонимом Линда Велтер, а после переезда в Калифорнию на одном из показов мод в Беверли-Хиллз привлекла внимание секретаря руководителя студии «MGM» Луиса Б. Майера, который предложил ей семилетний контракт. Её американский кинодебют, уже под именем Линда Кристиан, состоялся в 1944 году в музыкальной картине «С оружием в руках» с Диной Шор в главной роли. Далее последовали роли в кинокартинах «Отдых в Мексике» (1946), «Грин-Долфин Стрит» (1947) и один из самых популярных фильмов с её участием «Тарзан и русалки» (1948).. Следующей крупной работой для Кристиан стала роль Валери Матис в телефильме «Казино Рояль» (1954), первой экранизации приключений о Джеймсе Бонде.
В 1949 году Линда Кристиан вышла замуж за популярного голливудского актёра Тайрона Пауэра от которого родила двоих дочерей — Тарин Пауэр, ставшую как и мать актрисой, и Ромину Пауэр,, будущую певицу и жену итальянского певца Аль Бано, с которым они создали известный европейский музыкальный дуэт Al Bano & Romina Power.
Несколько раз супругам выпадала возможность сняться вместе, но по разным причинам каждое предложение отклонялось или съёмки так и не начинались. Наиболее интересным для них было предложение на съёмки в картине «Отныне и во веки веков», но в итоге Тайрону Пауэру не понравился сценарий, и после их отказа данные роли с успехом сыграли Донна Рид и Монтгомери Клифт.
В 1956 году, сразу же после развода с Пауэром, актриса начала встречаться с известным гонщиком Альфонсо де Портаго, который уже был женат. Их отношения продлились всего год и завершились гибелью Портаго в автокатастрофе во время гонок в Италии. Спустя год, в возрасте 44 лет от сердечного приступа умер и её первый муж, Тайрон Пауэр. В начале 1960-х Линда Кристиан была замужем за британским актёром Эдмундом Пердомом, брак с которым продлился около года.
Голливудская карьера актрисы оказалась недолгой — после ещё нескольких ролей на телевидении в начале 1960-х и небольшой роли в драме «Очень важные персоны» в 1963 году, она вернулась на родину, где в последующие два десятилетия продолжила периодически появляться в мексиканских мыльных операх.
Последнюю свою роль Линда Кристиан сыграла в 1988 году на мексиканском телевидении. Актриса умерла 22 июля 2011 года от рака толстой кишки в возрасте 87 лет в калифорнийском городе Палм-Дезерт.
В 2023 году в биографическом фильме «Феррари» роль Линды Кристиан исполнила канадская актриса Сара Гадон.

## Фильмография
- 1943 — Скала душ (Мексика)
- 1944 — Вступайте в ряды армии (США) — нет в титрах
- 1945 — Клуб «Гавана» — продавщица сигарет — нет в титрах
- 1946 — Праздник в Мексике (США) — ангел — нет в титрах
- 1947 — Улица Грин Долфин (США) — Хайн-Моа
- 1948 — Тарзан и русалки (США) — Мара
- 1951 — Плавучий театр (США) — хористка — нет в титрах
- 1952 — Зона сражения (США) — Джин
- 1952 — Счастливое время (США) — Миньонетт Шапюи
- 1953 — Рабы Вавилона (США) — принцесса Пантеа
- 1954 — Казино «Рояль» (США) — Валери Матис
- 1954 — Афина (США) — Бет Халсон
- 1955 — Тормента (США, Испания)
- 1956 — Гроза (Великобритания) — Мария Рамон
- 1959 — Дом семи ястребов (Великобритания) — Эльза
- 1959 — Прощание с облаками (ФРГ) — графиня Кольмар
- 1959 — Петер Фосс, герой дня (ФРГ) — Грэйс Макнафти
- 1960 — Большой концерт по заявкам (Австрия) — Вилма Кортини
- 1960 — Свидание в Ишии (Италия) — Мерседес
- 1961—1963 — Шоу Дика Пауэлла (сериал) (США) — Сьюзан Лэйн